# Сан-Анджело
Сан-Анджело (англ. San Angelo) — город в США, расположенный в центральной части штата Техас, административный центр округа Том-Грин. По данным переписи за 2010 год число жителей составляло 93 200 человек, по оценке Бюро переписи США в 2015 году в городе проживало 100 450 человек. Прозвищами города являются «Анджело», «Ривер-Сити», «Кончо-Сити», «Жемчужина Кончо» и «Оазис Западного Техаса».

## История

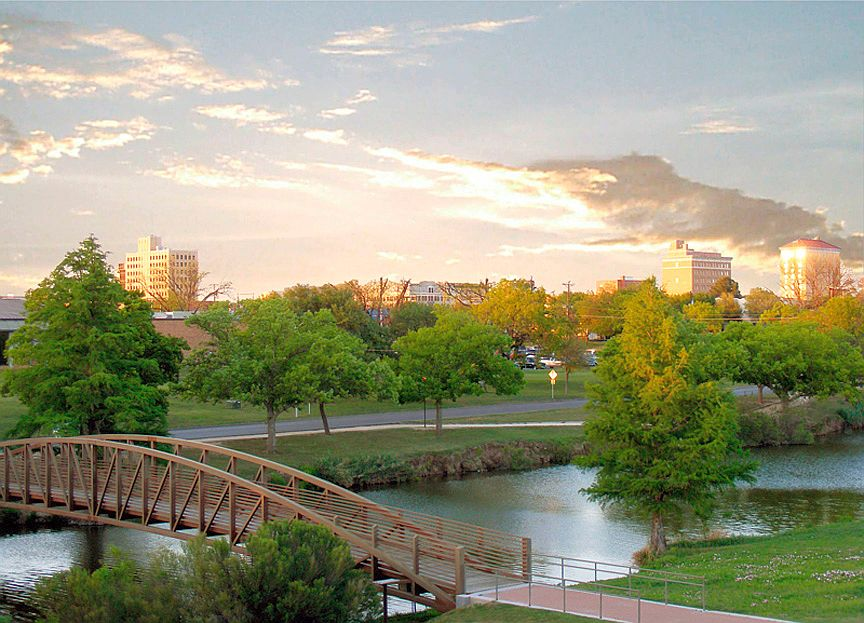
Пешеходный мост в парке у реки Кончо

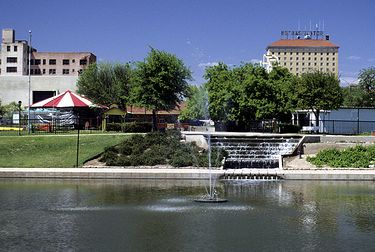
Фонтаны на реке Кончо

Прежде, чем в регион прибыли европейцы, территория города была центром индейцев джумано. Местность была населена примерно с 600-х годов нашей эры.
В 1632 году в регионе ненадолго была основана францисканская миссия. Возглавляемая священниками Хуаном де Саласом и Хуаном де Ортегой, миссия просуществовала шесть месяцев. По местности проходили экспедиции Кастильо-Мартина в 1650 году и Диего де Гвадалахары 1654 года. Территория города за время колонизации принадлежала Испании, затем Мексикой, Республикой Техас и США.
В 1867 году на противоположном от нынешнего города берегу реки Норт-Кончо была основана крепость Кончо. Бартоломью Де-Витт купил 320 акров земли напротив форта и основал торговую лавку. Изначально поселение носило название Санта-Анджела. Существовало несколько версий происхождения названия. По одной из них, Де-Витт назвал место в честь сестры своей жены, монахини из Сан-Антонио. Местный историк утверждает, что город был назван в честь жены Де-Витта, Каролины Анджелы, умершей в 1866 году. Ранние годы города, находившегося на фронтире Дикого Запада, характеризовались популярностью салунов, азартных игр и проституцией. В 1883 году, при подаче заявки на открытие почтового офиса название поселения предложили сменить на Сан-Анджела. Однако, это не устроило почтовую службу, поскольку название нарушало грамматические правила. Из вариантов Санта-Анджела и Сан-Анджело победил второй. В 1882 году наводнение смыло здание окружного суда в Бен-Фиклине и вскоре население округа проголосовало за перенос административного центра в Сан-Анджело. Здание окружного суда в Сан-Анджело было спроектировано Оскаром Руффини.
Наличие рядом с городом крепости, а также источника питьевой воды, способствовало росту города, фермерству и скотоводству в регионе, а также появлению железных дорог. Солдаты исправно платили за товары, которые привозили в регион многочисленные торговцы. Благодаря всем этим факторам экономика города была разнообразнее, чем в большинстве других поселений фронтира. Во время бума скотоводства в 1870-х годах на берегах реки паслись многочисленные стада лонгхорнов, в регионе разводили также и овец. В 1888 году в город пришла железная дорога Santa Fe Railroad, а в 1909 году — дорога Kansas City, Mexico and Orient, в 1899 году была основана телефонная компания Сан-Анджело. В 1903 году был принят устав города, началось формирование органов местной власти. Сразу после этого местные власти пытались ввести систему контроля за образованием. Процесс вылился в конфликт с мексиканским населением, дети которых получали неполноценное образование в сегрегированных школах.
Сан-Анджело также стал крупным центром оказания медицинской помощи. Первый госпиталь в регионе был построен в крепости Кончо в 1870-х годах. В 1910 году в городе был основан госпиталь St. John's Hospital and Health Center, первое гражданское медицинское заведение в Западном Техасе. В 1912 году легислатура Техаса организовала санаторий для больных туберкулёзом, лечение которых в тот момент заключалось в рекомендации переехать в сухой и тёплый климат. В 1950-х годах санаторий был переименован в санаторий штата Мак-Найта. Медицинский центр Шэннон, основанный в 1932 году, является крупнейшим центром оказания неотложной помощи в регионе. Помимо этого, в городе работают общественный госпиталь Анджело, госпиталь Ривер-Крест, баптистский мемориальный гериатрический госпиталь, а также реабилитационный центр Западного Техаса. Сан-Анджело также широко известен своими центрами для проживания пенсионеров.

## География
Сан-Анджело находится в центральной части округа, его координаты: 31°26′20″ с. ш. 100°27′07″ з. д..
Согласно данным бюро переписи США, площадь города составляет около 153,2 км2, из которых 147,3 км2 занято сушей, а 5,9 км2 — водная поверхность.

### Климат
Согласно классификации климатов Кёппена, в Сан-Анджело преобладает семиаридный климат низких широт (BSh).
| Показатель                    | Янв. | Фев.  | Март  | Апр. | Май  | Июнь | Июль | Авг. | Сен. | Окт. | Нояб. | Дек. | Год  |
| ----------------------------- | ---- | ----- | ----- | ---- | ---- | ---- | ---- | ---- | ---- | ---- | ----- | ---- | ---- |
| Абсолютный максимум, °C       | 32,2 | 36,1  | 36,1  | 40,6 | 43,3 | 43,3 | 43,9 | 42,8 | 41,7 | 37,8 | 33,9  | 32,8 | 43,9 |
| Средний суточный максимум, °C | 14,9 | 17,4  | 21,7  | 26,6 | 30,3 | 33,6 | 35,2 | 34,9 | 30,9 | 26,1 | 19,9  | 15,9 | 25,6 |
| Средняя температура, °C       | 7,7  | 10    | 14,1  | 19   | 23,4 | 27,1 | 28,6 | 28,2 | 24,4 | 19,1 | 12,7  | 8,6  | 18,6 |
| Средний суточный минимум, °C  | 0,4  | 2,6   | 6,5   | 11,4 | 16,4 | 20,4 | 21,9 | 21,4 | 17,8 | 12,1 | 5,6   | 1,3  | 11,5 |
| Абсолютный минимум, °C        | −15  | −18,3 | −13,3 | −3,9 | 1,7  | 8,9  | 13,3 | 12,2 | 2,8  | −3,3 | −10,6 | −20  | −20  |
| Норма осадков, мм             | 21   | 27    | 29    | 41   | 68   | 56   | 31   | 50   | 68   | 59   | 26    | 19   | 496  |
| Источник: weatherbase.com     |      |       |       |      |      |      |      |      |      |      |       |      |      |

## Население
Согласно переписи населения 2010 года в городе проживало 93 200 человек, было 36 117 домохозяйств и 22 910 семей. Расовый состав города: 80,4 % — белые, 4,6 % — афроамериканцы, 0,8 % — коренные жители США, 1,1 % — азиаты, 0,1 % (88 человек) — жители Гавайев или Океании, 10 % — другие расы, 2,9 % — две и более расы. Число испаноязычных жителей любых рас составило 38,5 %.
Из 36 117 домохозяйств, в 32 % живут дети младше 18 лет. 44,2 % домохозяйств представляли собой совместно проживающие супружеские пары (17 % с детьми младше 18 лет), в 14,2 % домохозяйств женщины проживали без мужей, в 5 % домохозяйств мужчины проживали без жён, 36,6 % домохозяйств не являлись семьями. В 29,8 % домохозяйств проживал только один человек, 11,2 % составляли одинокие пожилые люди (старше 65 лет). Средний размер домохозяйства составлял 2,45 человека. Средний размер семьи — 3,05 человека.
Население города по возрастному диапазону распределилось следующим образом: 27,9 % — жители младше 20 лет, 29,9 % находятся в возрасте от 20 до 39, 28,5 % — от 40 до 64, 13,7 % — 65 лет и старше. Средний возраст составляет 32,8 года.
Согласно данным опросов пяти лет с 2011 по 2015 годы, средний доход домохозяйства в Сан-Анджело составляет 44 802 доллара США в год, средний доход семьи — 57 485 долларов. Доход на душу населения в городе составляет 24 606 долларов. Около 11,9 % семей и 16,1 % населения находятся за чертой бедности. В том числе 21,1 % в возрасте до 18 лет и 11,2 % в возрасте 65 и старше.

## Местное управление

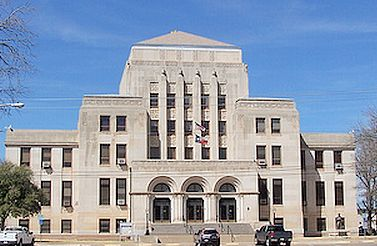
Городская ратуша города Сан-Анджело

Управление городом осуществляется мэром и городским советом, состоящим из шести человек. Члены совета выбираются по районам. Назначаемыми позициями в администрации города являются:
- Сити-менеджер

- Помощники сити-менеджера

- Финансовый директор
- Руководитель строительного отдела
- Муниципальный судья
- Глава полиции
- Глава пожарной охраны
- Начальник отдела общественной информации
- Начальник аэропорта
- Исполнительный директор общественных работ
- Начальник производства
- Начальник водоканала
- Начальник отдела кадров
- Городской клерк
- Городской прокурор
- Начальник отдела парков и отдыха
- Начальник отдела экономического развития
- Начальник отдела сервисов планирования и развития
- Начальник отдела сервисов городских районов и семьи
- Начальник отдела здравоохранения
- Городской инженер

## Инфраструктура и транспорт

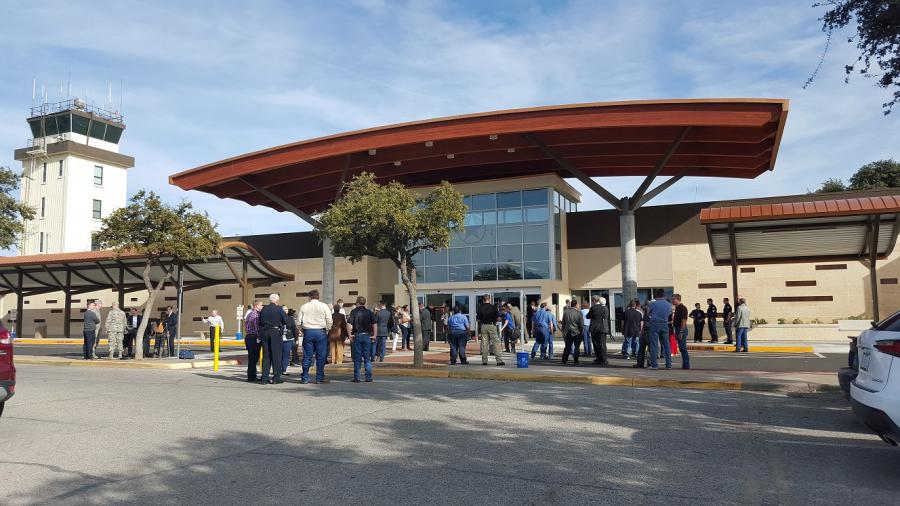
Региональный аэропорт Сан-Анджело

Через Сан-Анджело проходят автомагистрали США 67, 87 и 277, а также автомагистрали штата Техас 208, 306 и 378.
В городе располагается региональный аэропорт Сан-Анджело/Матис-Филд. Аэропорт располагает тремя взлётно-посадочными полосами 2453, 1810 и 1342 метра. Аэропорт принимает коммерческие рейсы из аэропорта Даллас/Форт-Уэрт.
В городе находится станция железной дороги BNSF Railway.

## Образование

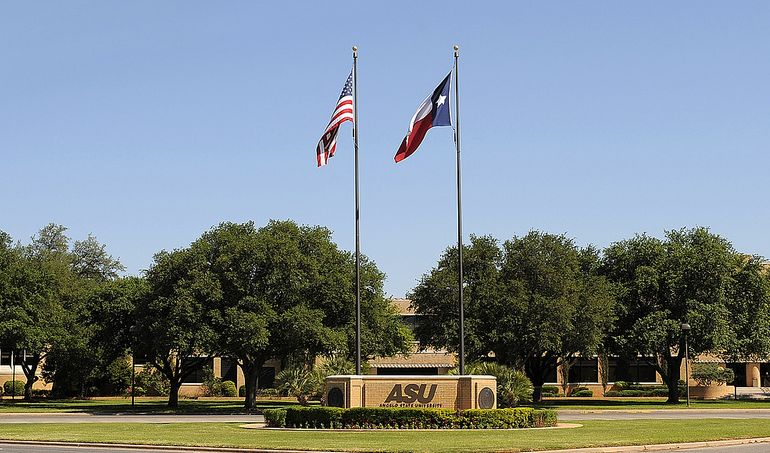
Главный вход государственного университета Анджело

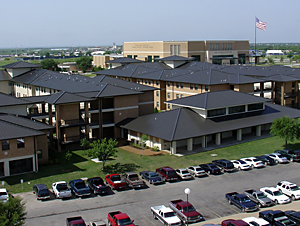
Здание Texan Hall университета Анджело

Основная часть города обслуживается независимым школьным округом Сан-Анджело. Участок на юго-востоке обслуживает независимый школьный округ Уолл, а на северо-западе — независимый школьный округ Грейп-Крик. В городе действует восемь частных школ, включая Ambleside School of San Angelo, Angelo Catholic, Cornerstone Christian, Gateway Christian Academy and Learning Center, Trinity Lutheran School, Harris Avenue Baptist Church School, a также Joy School.
В Сан-Анджело расположен Государственный университет Анджело. Университет был основан в 1928 году как колледж Сан-Анджело, входит в систему Техасских технологических университетов. За весенний приём 2017 года в университет поступило 8708 студентов, осенью 2016 года было принято свыше 9000 студентов. В университете обучаются студенты практически из всех округов Техаса, сорока штатов и 24 стран. Компания The Princeton Review отметила университет как одно из лучших региональных образовательных учреждений, причём в Техасе выше по списку были только Техасский университет A&M и Техасский университет в Остине. Университет разделён на 6 направлений: бизнес, образование, гуманитарные науки, медсестринское дело и здравоохранение, естественные и точные науки, а также аспирантура.
В городе функционирует филиал колледжа Говард, базирующегося в городе Биг-Спринг. На базе ВВС США «Гудфеллоу» располагается филиал университета Парк из города Парквилл, штата Миссури.
В городе функционировал филиал коммерческого американского колледжа, частного учреждения, занимающегося обучением сертифицированных специалистов, однако летом филиал был закрыт из-за финансового скандала с участием руководства колледжа.

## Экономика

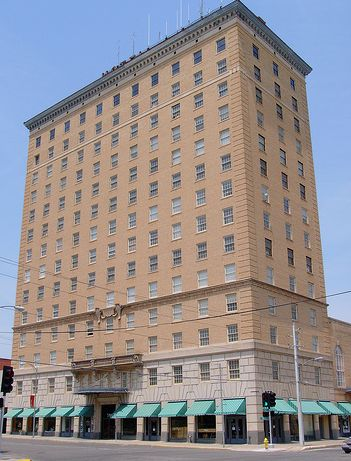
Здание отеля Cactus

Согласно финансовому отчёту за 2015—2016 финансовый год, Сан-Анджело владел активами на $525,11 млн., долговые обязательства города составляли $334,92 млн. Доходы города в 2016 году составили $133,48 млн., а расходы — $127,57 млн.
Крупнейшими работодателями в городе являются:
| Работодатель                              | Число работников |
| ----------------------------------------- | ---------------- |
| База ВВС США «Гудфеллоу»                  | 5127             |
| Shannon Health System                     | 2712             |
| Независимый школьный округ Сан-Анджело    | 1973             |
| Государственный университет Анджело       | 1625             |
| San Angelo State Supported Living Center  | 950              |
| Город Сан-Анджело                         | 936              |
| San Angelo Community Medical Center       | 720              |
| Ethicon (подразделение Johnson & Johnson) | 650              |
| SITEL, Inc                                | 602              |
| Округ Том-Грин                            | 514              |

## Отдых и развлечения

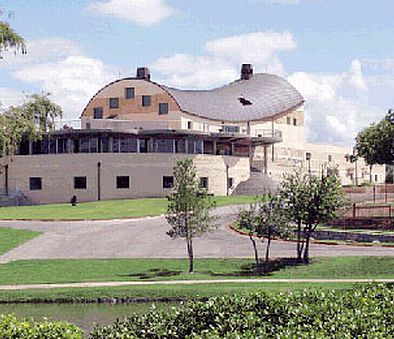
Музей изобразительных искусств Сан-Анджело

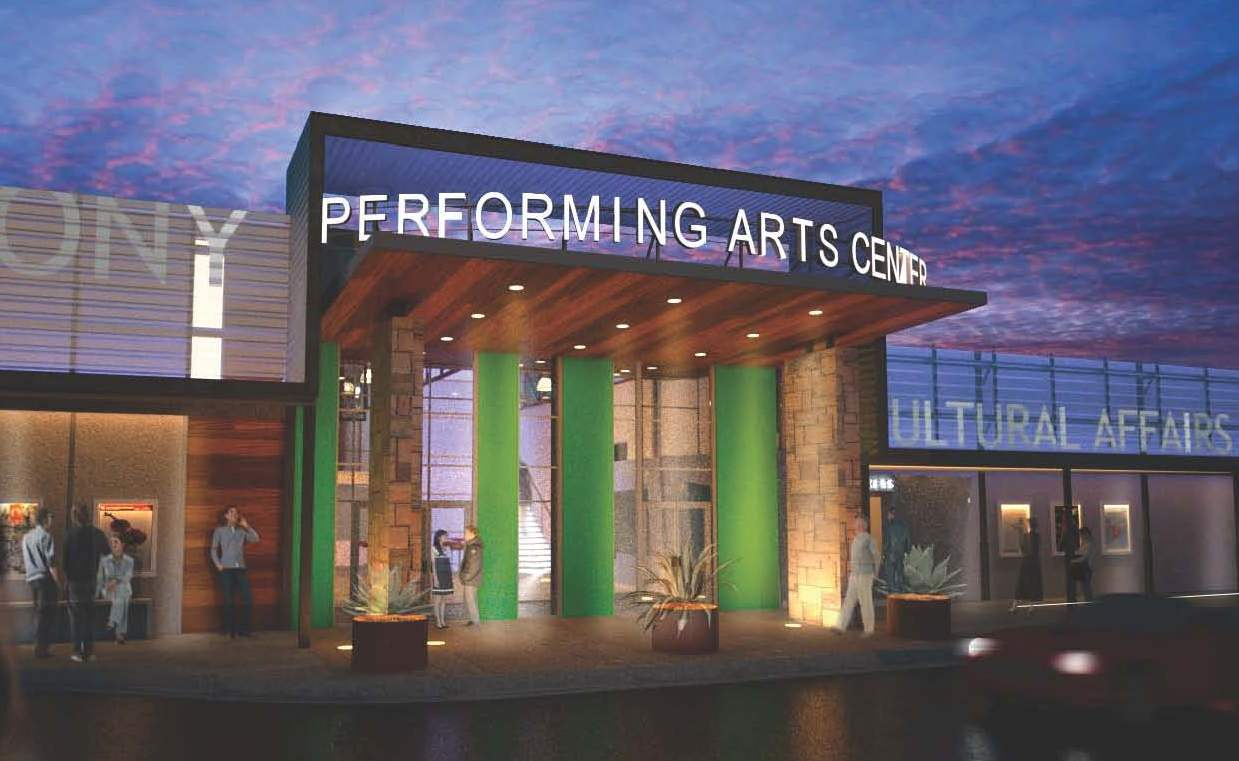
Центр исполнительских искусств Сан-Анджело

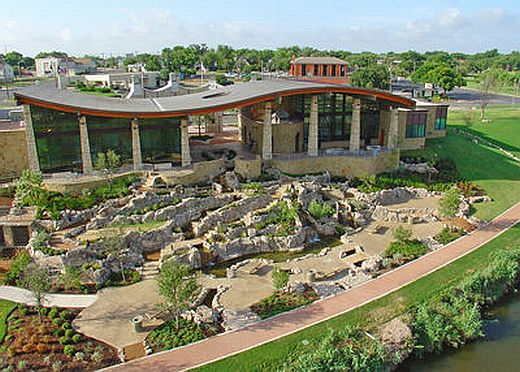
Центр посетителей города

В 1999 году в Сан-Анджело был открыт музей изобразительных искусств. Музей посещают более 85 000 туристов, в нём проходят национальные соревнования по керамике. В центре города располагается ряд галерей искусств.
Коалиция исполнительских искусств города состоит из симфонии Сан-Анджело, театра, и балета. Все три организации репетируют и дают представления в открытом в 2016 году центре исполнительных искусств. Симфония, образованная в 1949 году, даёт несколько концертов в году, главный из которых традиционно проводится на открытой площадке 3 июля, перед днём независимости. Театр был основан в 1885 году, чтобы собрать средства на часы для здания городского суда. Каждый год театр ставит пять спектаклей на своей сцене, и также один выездной спектакль. Балет Сан-Анджело был основан в 1983 году. Главным выступлением труппы является ежегодная постановка балета «Щелкунчик».
Государственный университет Анджело в рамках программы «The Arts at ASU» ставит шесть спектаклей в году, попасть на которые может любой желающий. Программа также предусматривает ряд концертов и выставок в галерее искусств университета.
Город обладает системой парков, образованной в 1903 году. В системе насчитывается 32 парка общей площадью 1,5 км2. Также город содержит гольф-курс на берегу реки, 25 детских площадок и 25 спортивных полей. Наиболее красивыми являются парки на берегу реки Кончо и озера Насуорти. В городе также находится международная коллекция водных лилий, в коллекции насчитывается более 300 видов этого растения и она считается одной из самых больших коллекций в мире.
В городе, на берегу водохранилища О-Си-Фишер находится один из парков штата Техас, San Angelo State Park. В парке обитают лонгхорны, животные—символы штата Техас. На берегу озера Насуорти располагается образовательный центр природы Сан-Анджело. В центре собраны экзотические и местные животные, такие как аллигаторы, рыжая рысь, луговые собачки, сухопутные черепахи и более 85 видов рептилий, включая 22 вида гремучих змей.
Форт Кончо признан национальным историческим памятником и является одной из девяти крепостей техасской дороги фортов. В восстановленной крепости открыто несколько музеев, посвящённых защите территории от команчей.
Родео и ярмарка скота проводятся в Сан-Анджело каждый год с 1932 года, что делает мероприятие одним из самых старых родео в мире. В родео принимают участие лучшие спортсмены, борющиеся за серьёзные призы. Во время мероприятия проводятся парад, карнавал, концерты и другие конкурсы.